# Egyházasrádóc
Egyházasrádóc là một thị trấn thuộc hạt Vas, Hungary. Thị trấn này có diện tích 24,79 km², dân số năm 2010 là 1308 người, mật độ 53 người/km².